# Octomino

Cele 369 de octominouri libere

În geometrie un octomino este un poliomino compus din opt pătrate conectate ortogonal (adică latură la latură, nu doar la colțuri). Numele acestui tip de figură este format cu prefixul oct[o]-.
Atunci când rotațiile și reflexiile nu sunt considerate a fi forme distincte, există 369 de octominouri diferite libere. Când reflexiile sunt considerate distincte, există 704 de octominouri unilaterale. Când rotațiile sunt și ele considerate distincte, există 2725 de octominouri fixe.

## Simetrie
Figura de mai sus prezintă toate octominourile libere posibile, colorate în funcție de grupurile de simetrie:
- 316 octominouri gri nu au simetrie. Grupul lor de simetrie constă numai din transformarea identică.

- 23 de octominouri roșii au o axă de simetrie în oglindă paralelă cu liniile grilei. Grupul lor de simetrie are două elemente, identitatea și o reflexie față de o dreaptă paralelă cu laturile pătratelor.

- 5 octominouri verzi au o axă de simetrie în oglindă la 45° față de liniile grilei. Grupul lor de simetrie are două elemente, identitatea și o reflexie pe diagonală.

- 18 octominouri albastre au simetrie față de centru (simetrie de rotație) de ordinul 2. Grupul lor de simetrie are două elemente, identitatea și rotația de 180°.

- 1 octomino glben are simetrie de rotație de ordinul 4. Grupul său de simetrie are patru elemente, identitatea și rotațiile cu 90°, 180° și 270°.

- 4 octominouri violet au două axe de simetrie în oglindă, ambele paralele cu liniile grilei (deci o axă orizontală și una verticală). Grupul lor de simetrie are patru elemente, identitatea, două reflexii și rotația la 180°. Este grupul diedral de ordinul 2, cunoscut și sub numele de grupul lui Klein.
- 1 octomino portocaliu are două axe de simetrie în oglindă, ambele aliniate cu diagonalele. Grupul său de simetrie este tot grupul diedral de ordinul 2 cu patru elemente.
- 1 octomino azuriu are patru axe de simetrie de reflexie, aliniate cu grila și cu diagonalele grilei, precum și simetrie de rotație de ordinul 4. Grupul său de simetrie de ordinul 4 are 8 elemente.

Setul de octominouri este cel mai mic set de poliominouri în care sunt realizate toate cele opt simetrii posibile. Următorul set cu această proprietate este setul de dodecominouri (12-omino).
Dacă reflexiile unui octomino sunt considerate distincte, așa cum sunt în cazul octominourilor unilaterale, atunci prima, a patra și a cincea categorie de mai sus s-ar dubla fiecare în dimensiune, rezultând 335 de octominouri în plus, în total 704. Dacă rotațiile sunt, de asemenea, considerate distincte, atunci octominourile din prima categorie se numără de opt ori, cele din următoarele trei categorii se numără de patru ori, iar cele din a cincea până la a șaptea categorie se numără de două ori, iar ultimul octomino se numără o singură dată. Rezultă  316 × 8 + (23+5+18) × 4 + (1+4+1) × 2 + 1 = 2725 octominouri fixe. 

## Împachetări și pavări
Dintre cele 369 de octominouri libere, 320 îndeplinesc criteriul Conway și încă 23 pot forma o combinație care satisface criteriul. Alte 26 de octominouri (inclusiv 6 cu găuri) nu pot poava planul.
Deoarece 6 dintre octominourile libere au câte o gaură, demonstrația că setul complet de octominouri nu poate fi împachetat într-un dreptunghi și că nu toate octominourile pot pava planul este trivială.